# Friedrich Fondy
Friedrich Fondy (* 16. März 1784 in Wehrda im Hochstift Fulda; † 23. Mai 1866 in Fulda) war ein deutscher Landrat und Mitglied der kurhessischen Ständeversammlung.

## Leben
Nach dem Studium der Rechtswissenschaften wurde Friedrich Fondy 1821 zum ersten Landrat des Landkreises Fulda ernannt, nachdem Kurfürst Wilhelm II. von Hessen diesen durch Verordnung vom 30. August 1821 neu gebildet hatte. Dieses Amt übte er – zu Beginn mit 4 Beschäftigten – bis 1841 aus.
Vorher war er 8 Jahre als Amtmann (Justizbeamter) in Hünfeld tätig. 1821 wurden im Kurfürstentum Hessen Verwaltung und Rechtsprechung voneinander getrennt, so dass er das Amt des Landrats übernehmen konnte.
1842 erhielt er ein Mandat für die kurhessische Ständeversammlung (8. Landtag).
Im Nebenamt war er Polizeidirektor, weshalb die Landstände die Wahl (vergeblich) anfochten, da er nach deren Auffassung als untergeordneter Staatsdiener zu betrachten und daher nach § 66 der Verfassung nicht wählbar sei. Das Mandat hatte er bis 1844 inne.
In der Provinz Fulda war er als Regierungsrat Mitglied der Regierung. 
Dort wurde er später Regierungsdirektor. Mit der Auflösung der Provinz Fulda im Februar 1849 wurde der Bezirk Schmalkalden gebildet, an dessen Spitze der Bezirksdirektor stand. Dieses Amt übte Fondy bis 1851 aus.
Nach Auflösung der Bezirke wurde Fondy als geheimer Regierungsrat Leiter der Regierungscommission der Herrschaft Schmalkalden.

## Auszeichnungen
- Geheimer Regierungsrat